# Derek Walcott
Derek Alton Walcott (født 23. januar 1930, død 17. marts 2017) var forfatter fra Saint Lucia. Han fik Nobelprisen i litteratur i 1992.
Derek Walcott var født på Saint Lucia og uddannet på University of West Indies. Han fik udgivet sin første digtsamling som ganske ung i 1948 og få år efter skrev han sit første skuespil. Disse to litteraturformer var hans hovedudtryksform, og i 1959 grundlagde han Trinidad Theatre Workshop, der gennem årene har opført flere af hans skuespil.
Han velslede gennem mange år mellem at bo i Trinidad, hvor han skrev mange af sine værker, og Boston i USA, hvor han virkede som universitetslærer. 

## Karakteristik
Walcott var i sit arbejde dels inspireret af havets nærhed, dels af en historisk bevidsthed og konflikten mellem den lokale og den vesteuropæiske tradition. Han skrev således et stort epos, Omeros, der er en caribisk version af Iliaden af Homer. Det var netop Omeros, der indbragte Walcott Nobelprisen, og den gav ham også tilnavnet "Caribiens Homer".